# 林朝鑫
林朝鑫（1959年—），生於台灣，育有三女，記者與時事評論員，曾任中國時報、自立晚報、自立早報社會記者。現為媒體工作者、政論名嘴、《時報周刊》副總編輯、致理技術學院通識教育中心兼任講師，多從事社會犯罪評論、政治評論。
2014年6月參選九合一選舉新北市中和區議員落選。

## 生平
林朝鑫畢業於世界新聞專科學校（後升格為世新大學），之後進入《中國時報》，主跑地方新聞與社會新聞，曾任《自立晚報》、《自立早報》記者、召集人。《時報周刊》採訪主任，後升任副總編輯。在擔任記者期間，取得銘傳大學傳播管理研究所在職專班碩士。
1998年，參選台北市士林北投區市議員，落選。競選期間，曾與同選區立委候選人林瑞圖召開聯合記者會，指控郁慕明為中共同路人。
2006年，經友人介紹，至致理技術學院擔任通識教育中心兼任講師，教授通識課程「社會變遷與社會生活」及「媒體與生活」。
2007年，涉入藝人胡瓜司法黃牛案。
2012年12月，涉入旺中案走路工事件。
2014年，林朝鑫宣布參選爭取中國國民黨中和選區新北市議員黨內初選，主打以「支持朱立倫選2016總統」文宣口號，力拚黨內初選過關。。
6月19日，中國國民黨中和選區新北市議員黨內初選民調結果公布，由現任議員邱烽堯、陳錦錠、金瑞龍等三人獲得提名，而林朝鑫則未獲得提名。。9月2日，林朝鑫於新北市選委會以無黨籍身分登記參選新北市議員(中和選區)。雖為無黨籍身分登記參選，但選舉看板上仍放入國民黨黨徽。同時看板上口號為「區長爸爸，議員兒子做不到的，林朝鑫來做」，以主攻中和市長邱垂益及其子現任市議員邱烽堯為目標。

## 家庭
已婚，生有三女。

## 爭議事件

### 胡瓜司法黃牛案
2007年，胡瓜被友人控告詐賭。上造國際公關負責人梁家堯，結識胡瓜女婿李晉良，宣稱與法官吳孟良是高中同學，可以擺平官司。法官吳孟良多次收到梁家堯的簡訊，約其吃飯，意圖關說，主動向政風單位舉報。政風單位展開調查，聯繫丁柔安欲進行訪談，胡瓜等人察覺有異，未付給他一百萬元的公關費，梁家堯騙局遭拆穿，遭檢察官以詐欺未遂罪起訴。
梁家堯因胡瓜未付錢，連絡《時報週刊》，透露部份案情。《時報週刊》報導藝人胡瓜涉及此司法黃牛案，指法官吳孟良收賄。同時間，地檢署收到匿名檢舉信，檢舉法官吳孟良收受賄賂。吳孟良向記者自清，台灣各大報皆以頭版報導此案。《壹週刊》找來字跡專家，鑑定檢舉信上的「地」及「政」等字，都和當時任《時報週刊》採訪主任林朝鑫的筆跡特徵相似，因此懷疑檢舉信是由林朝鑫發出，涉嫌自行造假新聞，以增加銷售量。這項報導遭林朝鑫否認。
在偵訊中梁家堯承認詐欺，但向檢察官力指遭到時報周刊總編輯張國立、林朝鑫與主筆張怡文「出賣」。在檢察官調查檢舉信的來源時，林朝鑫承認是由他發出。對吳孟良收賄案，檢察官以「查無實證」偵結，認定吳孟良並未收賄，胡瓜並未行賄；而林朝鑫涉及誣告部份，認為《時周》寄檢舉信函炒作新聞心態可議，應受譴責，但以「因檢舉內容非全然虛構」予以無罪簽結。因為《時報週刊》的報導，法官吳孟良為自清而辭去法官職務，曾要求林朝鑫對此道歉，但遭到林朝鑫拒絕，堅稱報導是事實。

### 旺中案走路工事件
2012年7月26日，因為旺中併購案，爆發旺中案走路工事件，旺中集團所屬媒體，報導有學生受金錢動員參與抗議，並點名學者黃國昌涉入其中。27日，中天電視台報導此案時，播出新聞畫面，標題為「詭異！抗議學生中夾雜『爸媽模樣』的人士」影片。批踢踢八卦板網友擷取此段畫面，發現在此段影片中出現的不明成年男子，正是《時報周刊》副總編輯林朝鑫，將此截圖製作成圖片，在批踢踢八卦板上發布。
7月28日，清華大學人文社會院大學部學生陳為廷，於臉書轉貼這張圖片，懷疑林朝鑫涉及此事件。
7月29日，中天新聞台與中國時報，公布陳為廷照片及個資，指稱他惡意截圖變造，威脅將提告。《蘋果日報》報導，當日僱用學生至現場抗議為銓森傳播影視公司，委託者為致理技術學院進修部學生張文霖。林朝鑫為致理技術學院進修部兼任講師，教授通識必修課程「媒體與生活」，開始被質疑兩人認識，林朝鑫可能涉入其中。王丹與王小棣在網路上，對陳為廷發動聲援活動。
7月30日，林朝鑫澄清，他當天出現在現場，是為了採訪新聞。他在致理技術學院兼課，擔任講師，但不認識委託發放走路工的張文霖。並表示將對陳為廷提出誹謗名譽告訴，也會和律師商議是否一併控告其他轉載圖片者。
知名部落客潘建志（Billy Pan），在其部落格發表文章，以臉書上的資料，提出六大疑點，質疑林朝鑫不認識張文霖的說法。林朝鑫發表聲明否認，他解釋，當天是由遊行學生主動向中時與中天記者透露有拿到薪水，記者才開始追查，否認是由旺中集團自行造假。他認為學生背後有一個集團在操控抹黑，點名王小棣、王丹、馮光遠、張大春等人暗中煽動學生。他聲明，為捍衛自身名譽，將會堅持提告。陳為廷對此則質疑旺中集團為何不用追查黃國昌的規格來追查張文霖，以還林朝鑫公道。
8月15日，《壹週刊》報導，在7月25日，旺旺高層、神旺飯店董事劉洪福出現在抗議現場，與林朝鑫進行交談，離開前還比出OK手勢。當天提前拿錢離開，又剛好被拍到的兩個人，其中一人為梁惠麗公司的臨時演員管麗穎，她是致理技術學院進修部學生管詩晴的親戚，而管詩晴則為張文霖擔任學生會長時的公關幹部，也是林朝鑫的學生。另一人則被拍到在二二八公園和林朝鑫聊天。《壹週刊》質疑此次遊行是由劉洪福與林朝鑫，委託管詩晴發動，管詩晴又找到張文霖幫忙找人。林朝鑫否認熟識劉洪福，指最多只有聽過名字，也否認他認識參與遊行的這兩位，管詩晴與張文霖也不是他的學生。他強調是在前一天（7月24日）於臉書上接到來自記協會員呂東熹轉載的黃國昌動員學者抗議消息，所以一大早就到場關心，在抗議現場才遇到抗議學生。林朝鑫認為《壹週刊》混淆視聽，模糊焦點，意圖掩飾幕後真正的黑手。
8月29日，旺中集團發出聲明，承認走路工事件，確實與黃國昌無關，並對黃國昌致歉。但旺中集團否認製造假新聞，指責壹傳媒惡意攻擊旺中集團。壹傳媒也發表聲明，指出此事是新聞壟斷問題，並不是媒體惡鬥。

### 捏造假新聞，指控利錦祥涉入中鋼經營案件
香港商人于品海投資的網路媒體品觀點，於2023年刊登屬名記者曹辛的報導，其中引述不知名人士消息，稱聯鋼營造公司公司董事長張修齊，將高雄輕軌工程轉包給新潮流系大老利錦祥指定的民間營造公司，涉及掏空中鋼集團。新聞在網站發布後不久立即下架刪除，隨後消息在網路上傳播。在經其他媒體報導後，中鋼集團董事長翁朝棟否認報導，利錦祥認為記者報導不實，提出告訴。
經新北地檢署調查，林朝鑫在任職《品觀點》主筆時，冒名曹辛，捏造相關假新聞，於2023年12月對他提起妨害名譽公訴。

## 外部連結
- 林朝鑫的Facebook專頁
- YouTube上的林朝鑫頻道